# Pericoma ancyla
Pericoma ancyla és una espècie d'insecte dípter pertanyent a la família dels psicòdids que es troba als Estats Units: Washington.